# Marlen Haushofer
Marlen Haushofer (nascida Marie Helene Frauendorfer; Frauenstein, 11 de abril de 1920 — Viena, 21 de março de 1970) foi uma escritora austríaca, mais famosa pelo seu romance A Parede.

## Biografia
Haushofer nasceu em Frauenstein, na Alta Áustria. Frequentou um internato Católico em Linz, e continuou a estudar literatura alemã em Viena, bem como em Graz. Depois da sua formação, estabeleceu-se em Steyr.
Em 1941, casou-se com Manfred Haushofer, um dentista, e teve dois filhos, Christian e Manfred. Em 1950, divorciaram-se, tendo-se voltado a casar em 1958.

## Carreira
Ganhando prémios literários desde 1953, Haushofer publicou o seu primeiro romance, Um Punhado de Vida , em 1955. Em 1956, ganhou o Prémio Theodor-Körner pelas contribuições e projetos antigos envolvendo arte e cultura. Em 1958, foi publicada a sua novela Nós Assassinato de Stella.
A Parede, considerado o seu melhor trabalho, saiu em 1963. O romance foi composto à mão quatro vezes entre 1960 e 1963, mas teve de esperar até 1968, dois anos antes da morte de Haushofer, para ser impresso. Numa carta escrita a um amigo, em 1961, Marlen descreve a dificuldade com a sua composição:
Estou escrevendo o meu romance e tudo é muito complicado porque eu nunca tenho muito tempo e, principalmente, porque eu não posso envergonhar-me. Devo continuamente saber se o que eu digo sobre os animais e plantas é realmente correto. Pode não ser preciso o suficiente. Eu ficaria muito feliz, na verdade, se eu fosse capaz de escrever o romance apenas a metade assim como eu estou imaginando na minha mente.
Ela comentou um ano mais tarde, numa carta para o mesmo amigo:
Eu sou extremamente laboriosa. O meu romance foi completado no seu primeiro rascunho. Eu já completei cem páginas da sua rescrição. Ao todo, serão 360 páginas. Escrever é um grande problema e eu sofro de dores de cabeça. Mas eu espero que esteja concluído até ao início de Maio (devo permitir, pelo menos, quatro semanas para a digitação)...E a gestão doméstica deve continuar o seu rumo. Tudo isto é muito difícil para mim, porque eu só posso me concentrar em uma coisa e forçar-me a ser versátil deixa-me muito nervosa. Tenho a sensação de como se eu estivesse a escrever no ar.
O seu contributo para a literatura austríaca, bem como a ssua colectânea de contos Terrível Fidelidade, garantiu-lhe o Grande Prémio Estadual Austríaco de literatura, em 1968. O seu último romance, O Sótão, foi publicado em 1969, bem como a sua autobiografia da infância, Nenhum lugar final no Céu.

## Morte e legado

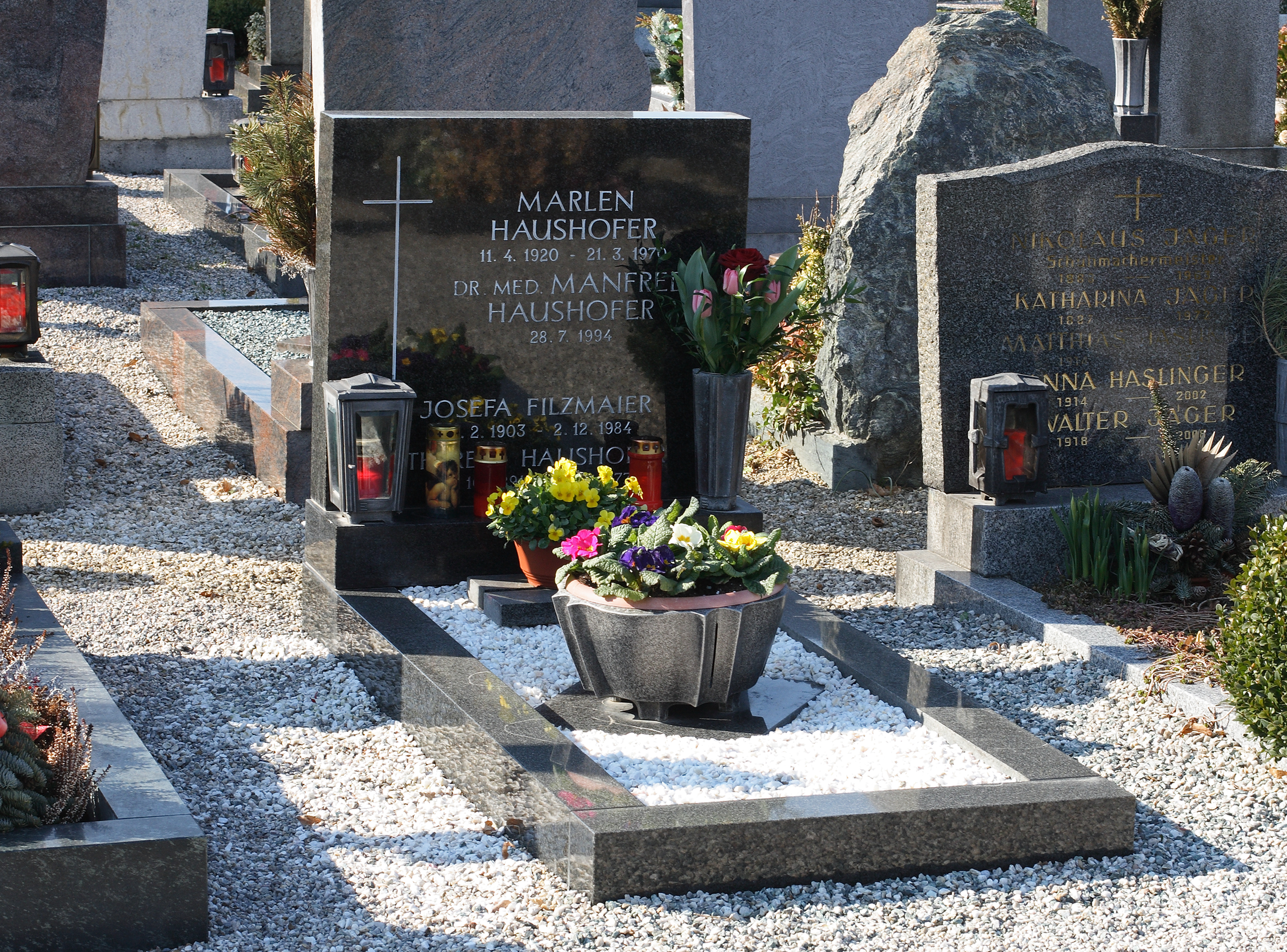
Túmulo de Haushofer.

Em 1970, ela morreu de câncer ósseo numa clínica em Viena. A sua escrita influenciou autores como a vencedora do Prêmio Nobel, Elfriede Jelinek, que dedicou um dos seus Princesa Joga a Haushofer.

## Obras
- A Handful of Life (1955)
- We Murder Stella (1958, novella)
- A Parede - no original Die Wand (1963)
- Terrible Faithfulness (1968, contos)
- The Loft (1969)[6]
- The Attic (1969)
- Nowhere Ending Sky (1966)[7]